# Noli me tangere (Le Bernin)
Pour les articles homonymes, voir Noli me tangere (homonymie).

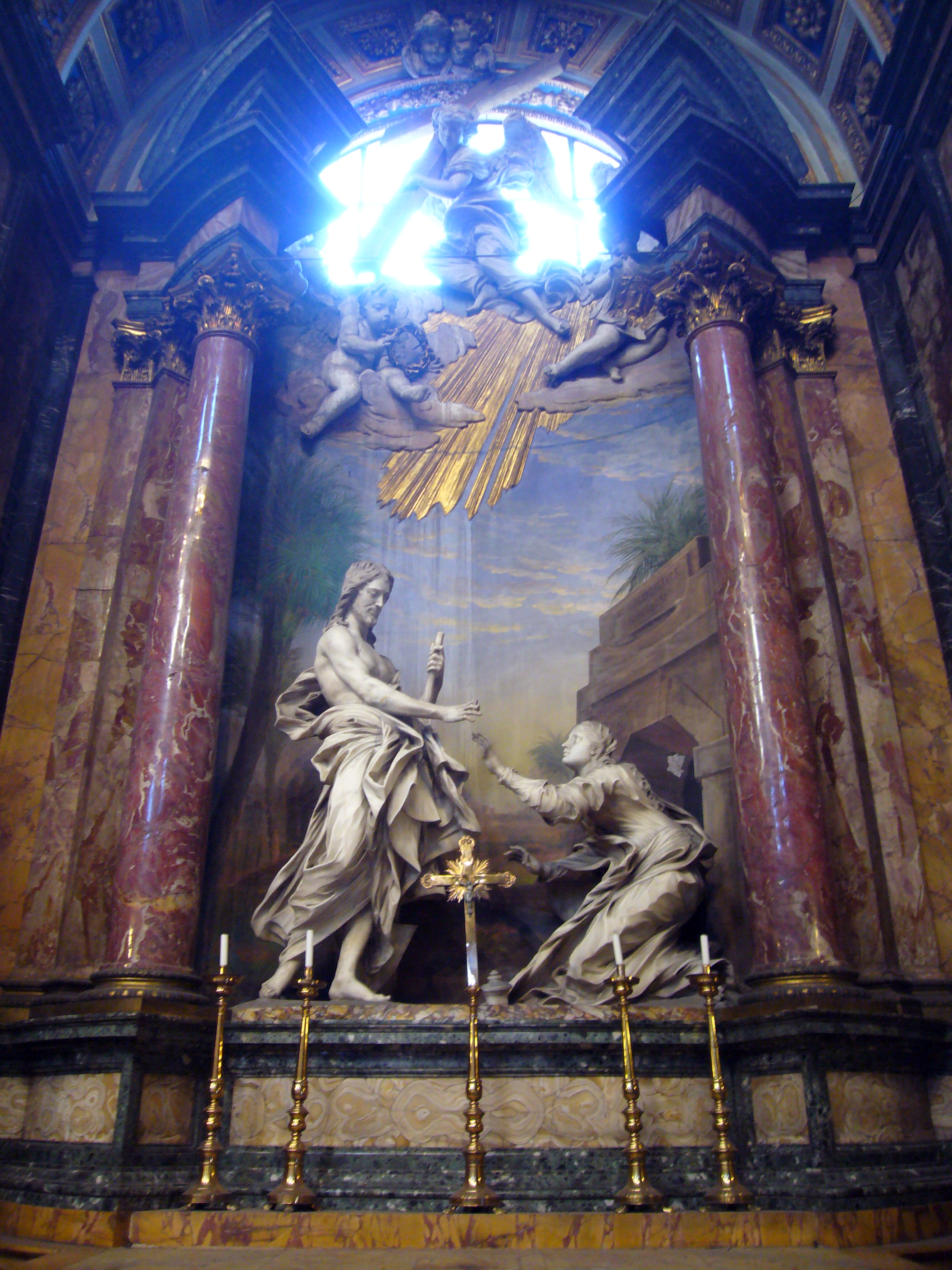
Noli me tangere par Antonio Raggi.

Noli me tangere est un grand arrangement sculptural situé dans la chapelle Alaleona de l'église église Santi Domenico e Sisto à Rome.
Le contour architectural de la chapelle est conçu par l'artiste italien Gianlorenzo Bernini, dit Le Bernin. La sculpture, qui dépeint Jésus répondant à Marie-Madeleine avec les mots « Ne me touche pas », lorsqu'elle le reconnaît après qu'il ressuscite, est également conçue par Le Bernin. Elle est toutefois réalisée par son élève Antonio Raggi, probablement entre 1649 à 1652.

## Travail préparatoire
Un dessin au lavis retrouvé dans la Galerie des Offices à Florence permet de comprendre la conception globale de l'ouvrage, bien qu'il semble que Raggi ait apporté quelques modifications au groupe sculptural.

## Mécénat
La chapelle est commandée par sœur Maria Eleonora Alaleona, surêment en tant qu'acte de pénitence pour le comportement d'une de ses proches, inconnue, en 1636. Il s'agit d'une religieuse qui avait tenté de faire passer un amant dans le couvent. Ce dernier suffoque et meurt dans le coffre dans lequel il était caché. Le don fait était de 3 000 écus romains.